# Robert W. Malone
Robert Wallace Malone (Estados Unidos, 1959) é um médico e bioquímico estadunidense que desenvolveu pesquisas em tecnologias de mRNA, medicamentos e reposicionamento de fármacos. Ganhou notoriedade pública por promover desinformação durante a pandemia de COVID-19, que foi difundida nas redes sociais juntamente com a falsa alegação de que Malone teria sido o inventor da vacina mRNA.

## Formação
Robert Malone se formou em bioquímica na Universidade da Califórnia em Davis e recebeu seu MD pela Northwestern University.

## Carreira
Na década de 1980, enquanto era pesquisador do Instituto Salk, Malone realizou estudos sobre tecnologia de mRNA, conseguindo transferir mRNA protegido por um lipossoma para células em cultura para que estas fossem capazes de produzirem certas proteínas. No início da década de 1990, ele colaborou com Jon A. Wolff, Dennis A. Carson e outros em um estudo que sugeriu pela primeira vez a possibilidade de sintetizar mRNA em um laboratório para desencadear a produção de uma proteína desejada. Um artigo da revista científica Nature atribui essas pesquisas como tendo sido um passo importante no desenvolvimento posterior das vacinas baseadas nesse tipo de tecnologia. Malone afirma ser o inventor da tecnologia de mRNA, porém, o crédito pela distinção é mais frequentemente dado a avanços posteriores por Katalin Karikó ou Derrick Rossi.
Até 2020, Malone era diretor médico da Alchem Laboratories, uma empresa farmacêutica da Flórida. Ele já foi diretor de assuntos clínicos do Avancer Group, membro do conselho consultivo científico da EpiVax, professor assistente na escola de medicina da Universidade de Maryland em Baltimore e professor associado adjunto de biotecnologia na Kennesaw State University. Em 2016, como CEO da Atheric Pharmaceuticals, ele foi contratado pelo Governo dos Estados Unidos para auxiliar no desenvolvimento de um tratamento para o vírus Zika, avaliando a eficácia dos medicamentos existentes.
Durante o período da pandemia de COVID-19, circularam nas redes sociais alegações de que Malone teria sido o inventor da vacina de mRNA. De fato,  Malone publicou um artigo acadêmico em que expõe uma  forma de transferir RNA entre células, em células de cultura e ratinhos de laboratório. A descoberta da transferência de RNA sem reações inflamatórias  é atribuída a Katalin Karikó e a Drew Weissman e tem sido empregada  pela Moderna pela BioNTech, desde a criação de dessas empresa, respetivamente em 2010 e em 2008.

### COVID-19
Malone foi criticado por propagar desinformação durante a pandemia de COVID-19, notavelmente tendo feito afirmações sobre a alegada toxicidade das proteínas spike geradas por algumas vacinas contra a doença. Ele disse que teve sua conta do LinkedIn suspensa devido por postagens em que questionava a eficácia de algumas vacinas COVID-19.
No final de 2020, Malone, juntamente com outro pesquisador, propôs com sucesso aos editores do periódico Frontiers in Pharmacology publicar uma edição especial apresentando os primeiros estudos observacionais sobre o uso de medicamentos existentes no tratamento de COVID-19, para os quais eles recrutaram outros editores, colaboradores e revisores convidados. O periódico rejeitou dois dos artigos selecionados: um de coautoria de Malone sobre famotidina, e o outro sobre o antiparasítico ivermectina, submetido pelo médico Pierre Kory, da organização Front Line COVID-19 Critical Care Alliance, um grupo de médicos intensivistas que tem defendido o uso de ivermectina, apesar da ausência de ensaios clínicos randomizados que comprovem sua segurança ou eficácia no tratamento de COVID-19. Esta rejeição levou Malone e a maioria dos outros editores a renunciarem e o periódico cancelou a edição especial.